# Avni Pepa
Avni Pepa (* 14. listopadu 1988, Kristiansand, Norsko) je norsko-kosovský fotbalový obránce, od roku 2015 hráč islandského klubu Íþróttabandalag Vestmannaeyja (ÍBV). Hraje na postu stopera (středního obránce). Na svém kontě má starty za norskou reprezentaci U18, od roku 2014 je reprezentantem Kosova.

## Klubová kariéra
- FK Vigør (mládež)
- IK Start 2007–2011
- →  FK Mandalskameratene 2007 (hostování)
- →  Vindbjart FK 2008 (hostování)
- →  Fram Larvik 2009 (hostování)
- Sandnes Ulf 2012–2015
- KS Flamurtari Vlorë 2015
- Íþróttabandalag Vestmannaeyja 2015–

## Reprezentační kriéra

### Norsko
Pepa odehrál 2 zápasy za norskou reprezentaci do 18 let.

### Kosovo
V A-mužstvu Kosova debutoval 5. 3. 2014 v přátelském zápase v Kosovské Mitrovici proti reprezentaci Haiti (remíza 0:0, tehdy ještě Kosovo nebylo členem FIFA).